# Fivizzano
Fivizzano település Olaszországban, Massa-Carrara megyében. Lakosainak száma 7071 fő (2023. január 1.). Fivizzano Aulla, Carrara, Ventasso, Fosdinovo, Licciana Nardi, Minucciano, Casola in Lunigiana, Massa, Comano és Sillano Giuncugnano községekkel határos.

## Népesség
A település népességének változása:
| Lakosok száma | 8815 | 7838 | 7730 | 7071 |
|               | 2008 | 2017 | 2018 | 2023 |